# 한성백제역
한성백제역(漢城百濟驛, Hanseong Baekje station)은 서울특별시 송파구 방이동에 위치한 서울 지하철 9호선의 지하철역이며, 인근에 올림픽공원 평화의 문과 8호선 몽촌토성역, 몽촌토성 및 한성백제왕도길이 있다. 8호선 몽촌토성역과 약 230m 정도 떨어져 있으나 직접적인 환승 통로는 없다. 8호선과의 환승은 석촌역에서 해야 한다. 몽촌호 하저터널로 올림픽공원역과 연결된다.

## 역명 유래
역사 인근에 위치한 몽촌토성·한성백제박물관·한성백제왕도길, 한성백제의 도읍지였던 하남 위례성이 위치했던 곳이라는 지리적 특성을 감안하여 한성백제역이라고 명명했다.

## 역사
- 2018년 8월 9일: 한성백제역으로 역명 확정[1]
- 2018년 12월 1일: 서울 지하철 9호선 3단계 개통과 함께 영업 개시[2]

## 역 구조
역사는 대합실이 지하 1층, 승강장이 지하 2층으로 이루어져 있는 지하역이다. 

### 승강장
1면 2선의 섬식 승강장을 갖춘 지하역으로, 스크린도어가 설치되어 있다. 출구는 4개가 있다. 이 역은 곡선으로 제법 많이 휘어 있으며, 승강장과 열차 사이의 틈새가 넓으므로 승·하차 시 발이 빠지지 않도록 주의하여야 한다. 3호선 경찰병원역에 이어 승강장 안전 발판을 설치하였다.
| 송파나루 ↑   |
| 상 하 \|     |
| ↓ 올림픽공원 |

| 하행 | ● 서울 지하철 9호선 | 일반 종합운동장 · 선정릉 · 신논현 · 동작 · 노량진 · 김포공항 · 개화 방면 |
| 상행 | ● 서울 지하철 9호선 | 일반 올림픽공원 · 둔촌오륜 · 중앙보훈병원 방면                           |

## 역 주변
- 한성백제박물관
- 올림픽공원
- ● 수도권 전철 8호선 몽촌토성역
- 임마누엘교회
- 방이2동 행정복지센터
- 방이중학교
- 방이초등학교
- 방이시장
- 방이맛골(먹자골목)
- 평화의 문
- 소마미술관
- 해태그린피아빌라트
- 한솔빌라트
- 한솔리치빌
- 쌍용 도무스빌
- 한승오디브
- 태평양파크빌라트
- 올림픽베어스타운아파트
- 한미약품 빌딩

## 사진

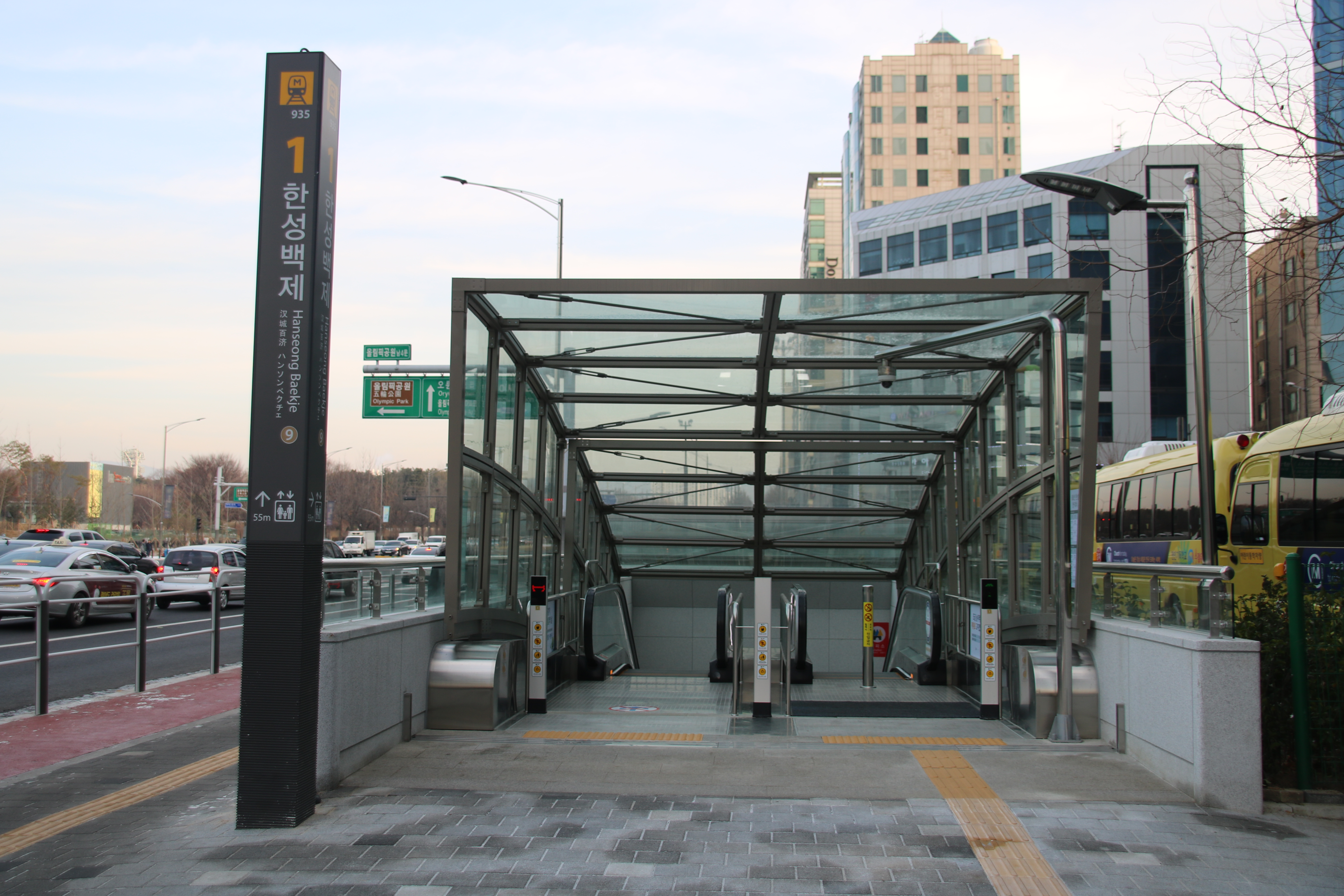
1번 출입구
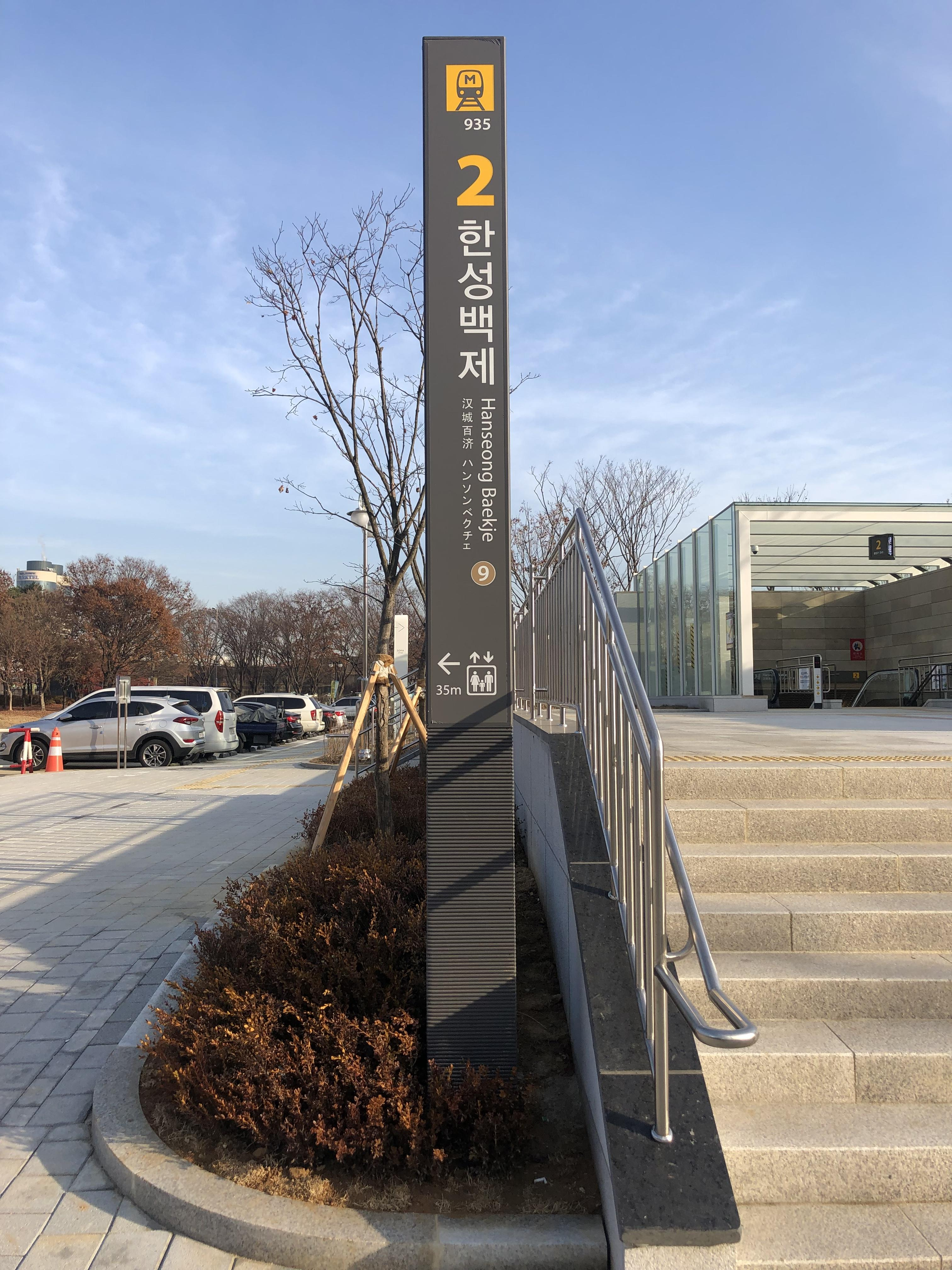
2번 출입구
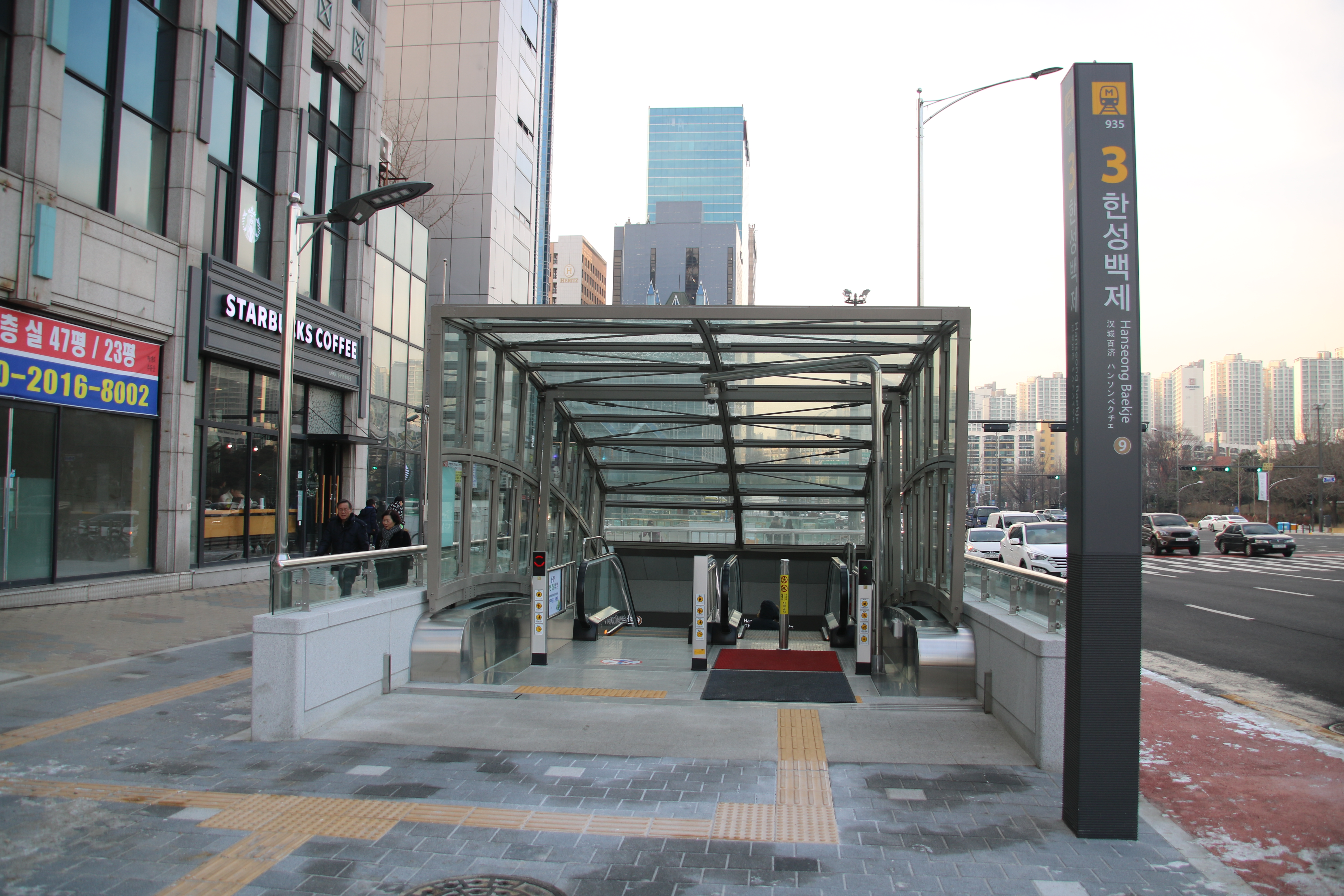
3번 출입구
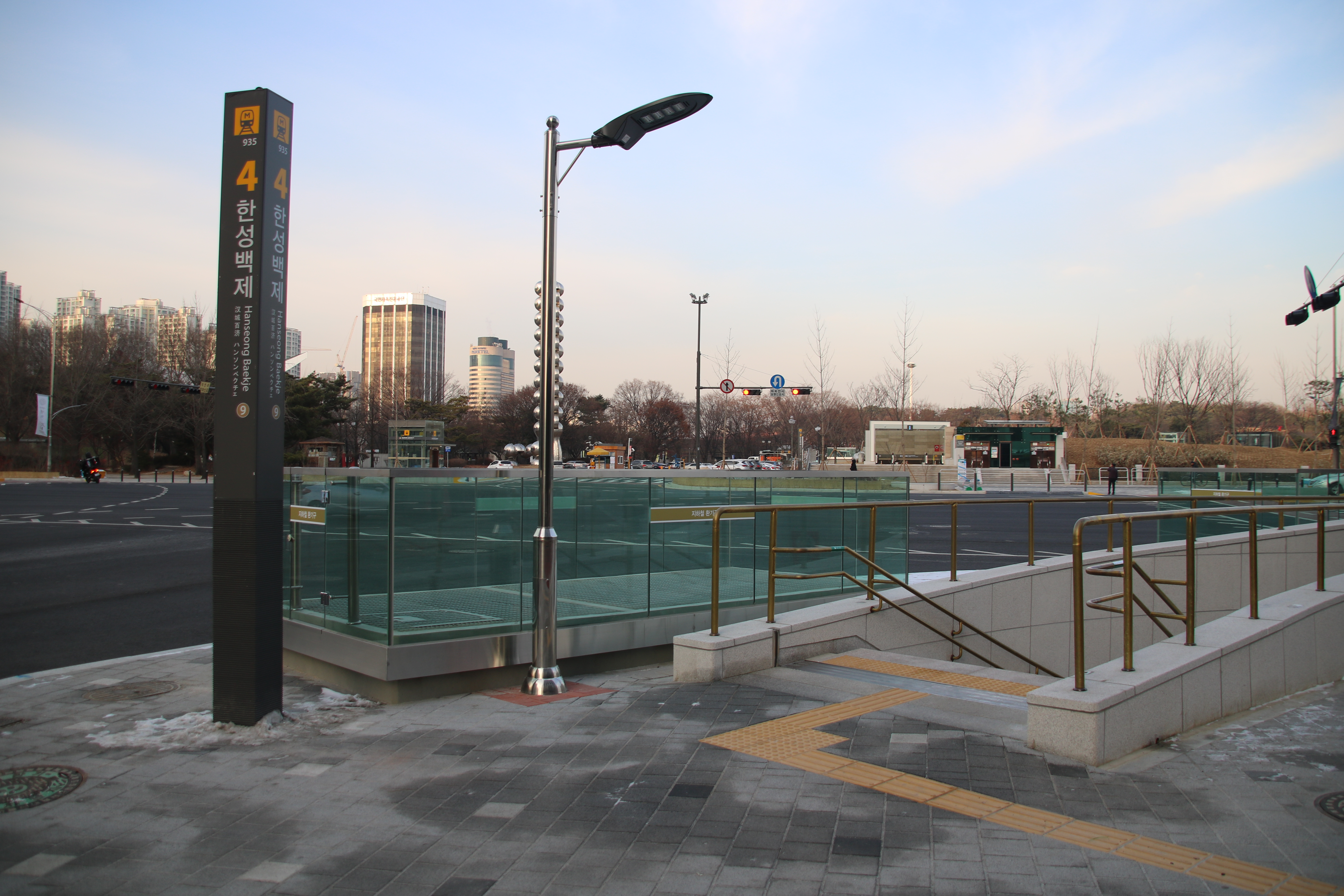
4번 출입구
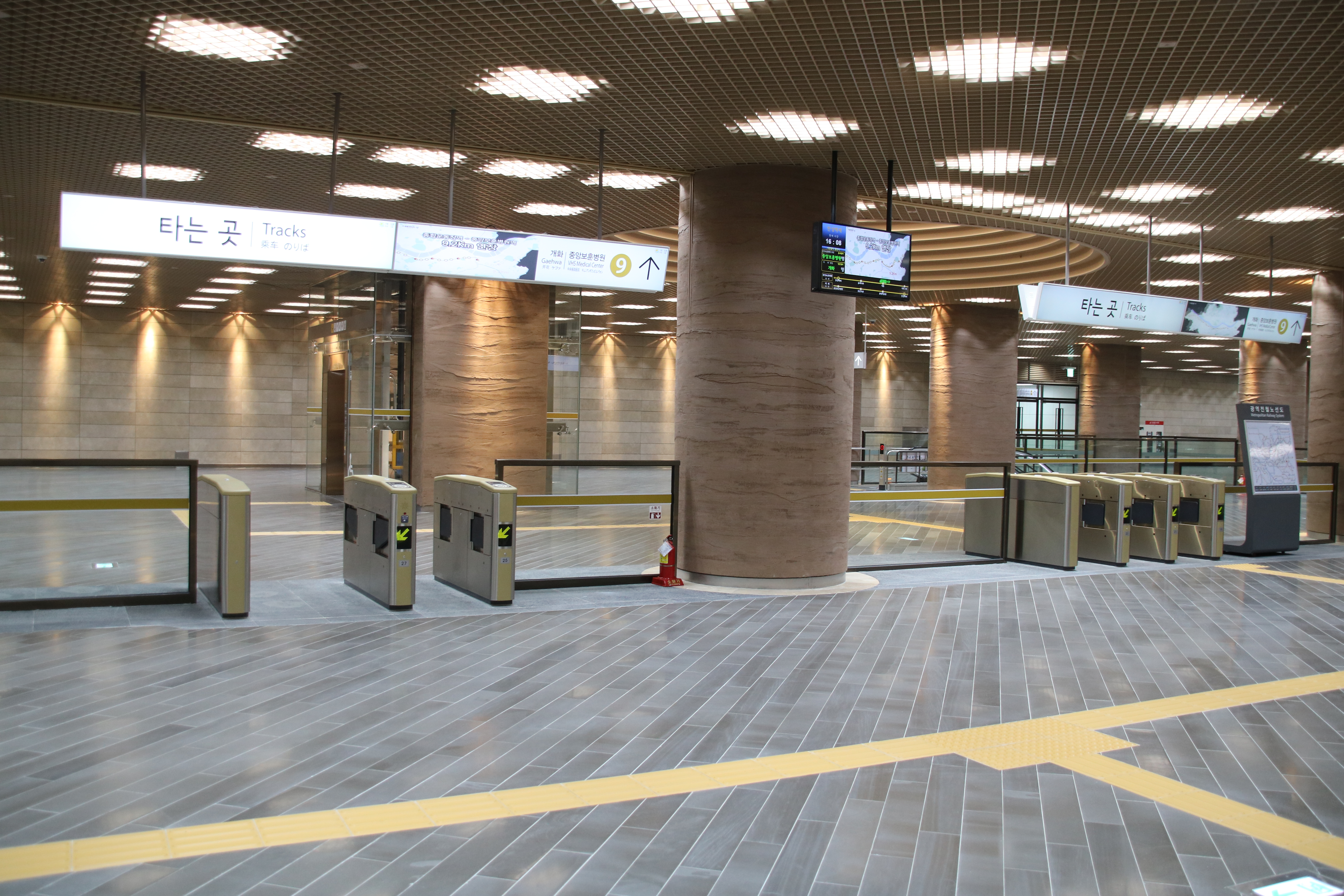
대합실
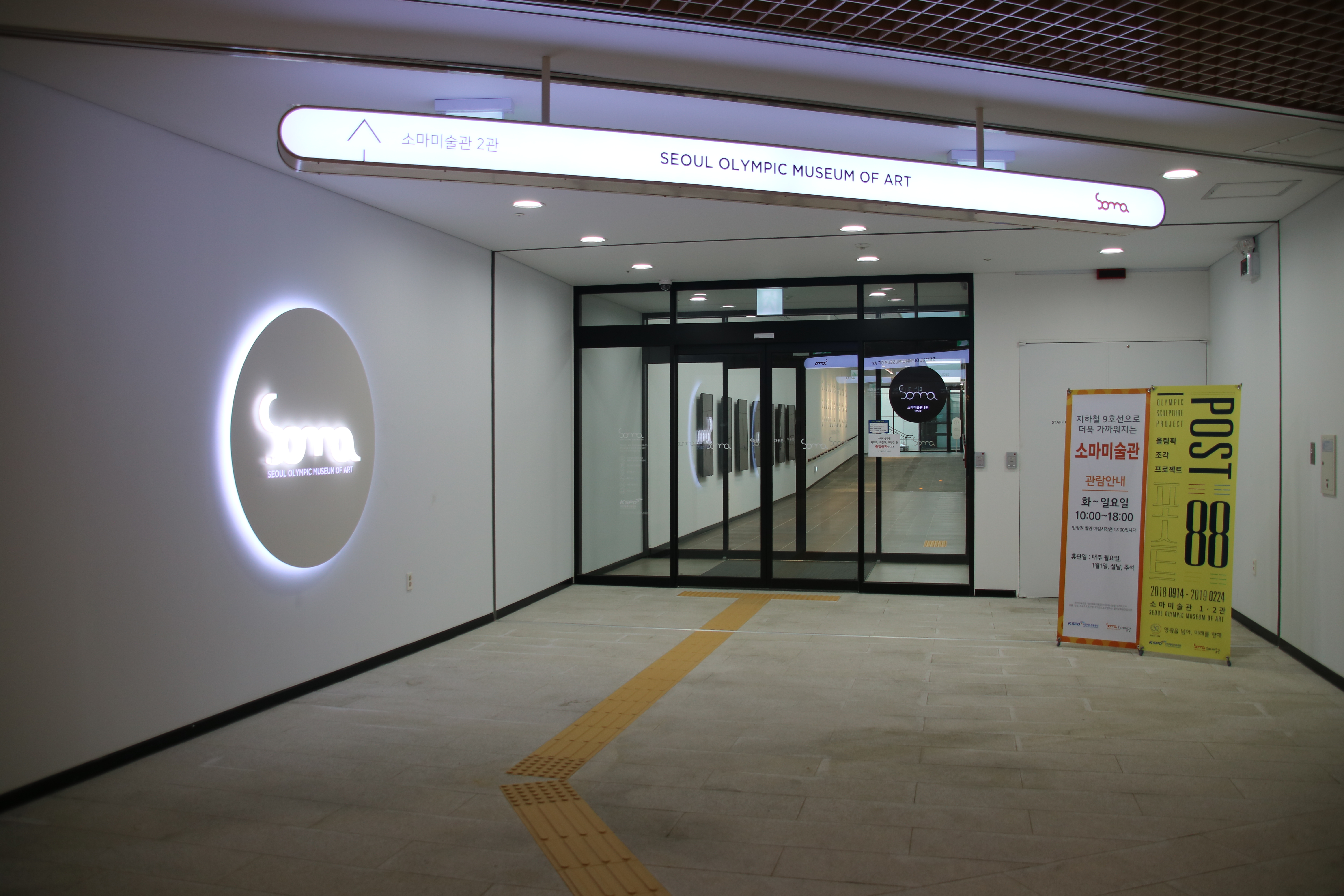
소마 미술관 연결통로

## 인접한 역
| ● 서울 지하철 9호선    | ● 서울 지하철 9호선      | ● 서울 지하철 9호선              |
| ---------------------- | ------------------------ | -------------------------------- |
| 934 송파나루 개화 방면 | ● 서울 지하철 9호선 일반 | 936 올림픽공원 중앙보훈병원 방면 |